# Brennan Johnson
Brennan Price Johnson (ur. 23 maja 2001 w Nottingham) – walijski piłkarz występujący na pozycji skrzydłowego w Tottenhamie Hotspur. 
Jego ojcem jest jamajski piłkarz, David Johnson, natomiast matka pochodzi z Walii.

## Kariera klubowa
Swoją karierę rozpoczął w wieku juniorskim w zespole Dunkirk, a w 2009 dołączył do akademii klubu Nottingham Forest. W sezonie 2019/2020 został włączony do jego pierwszej drużyny, grającej w Championship. Swój pierwszy mecz w tych rozgrywkach rozegrał 3 sierpnia 2019 przeciwko West Bromwich Albion (1:2). Sezon 2020/2021 spędził na wypożyczeniu w Lincoln City z League One. Następnie wrócił do Nottingham, z którym w sezonie 2021/2022 zajął z 4. miejsce w lidze i po wygranych barażach awansował do Premier League. W lidze tej zadebiutował 6 sierpnia 2022 w przegranym 0:2 spotkaniu z Newcastle United, natomiast 20 sierpnia 2022 w pojedynku z Evertonem (1:1) zdobył swoją pierwszą bramkę na poziomie Premier League.
1 września 2023 podpisał 6-letni kontrakt z Tottenhamem Hotspur, a kwota transferu wyniosła 47,5 miliona funtów.

## Kariera reprezentacyjna
W latach 2016–2017 reprezentował Anglię na szczeblu U-16 i U-17. Następnie wybrał grę dla Walii i występował w jej kadrach U-19 i U-21.
W seniorskiej reprezentacji Walii zadebiutował 12 listopada 2020 w zremisowanym 0:0 towarzyskim meczu ze Stanami Zjednoczonymi, a 11 czerwca 2022 w zremisowanym 1:1 pojedynku Ligi Narodów z Belgią strzelił swojego pierwszego gola w drużynie narodowej.
W 2022 został powołany do kadry na mistrzostwa świata i zagrał na nich w spotkaniach ze Stanami Zjednoczonymi (1:1), Iranem (0:2) i Anglią (0:3), Walia zaś zakończyła turniej na fazie grupowej.